# Eremurus × ludmillae
Eremurus × ludmillae là một loài thực vật có hoa lai ghép trong họ Xanthorrhoeaceae. Loài này được Levichev & Priszter mô tả khoa học đầu tiên năm 1976.